# Аконе (Ређо ди Калабрија)
Аконе (итал. Acone) је насеље у Италији у округу Ређо ди Калабрија, региону Калабрија.
Према процени из 2011. у насељу је живело 47 становника. Насеље се налази на надморској висини од 443 м.